# Национальное собрание Габона
Национальное собрание, или Национальная ассамблея, (фр. Assemblée nationale) Габона — нижняя палата парламента Габона, в то время как верхняя палата — Сенат. 
Собрание состоит из 120 депутатов, избираемых на 5 лет. 111 депутатов избираются в ходе прямых всеобщих выборов, проходящих по одномандатным округам, а 9 оставшихся депутатов назначаются президентом.

## История
Габон получил независимость от Франции в 17 августа 1960 года. 23 августа того же года страна стала членом ООН. Конституция Габона была принята 4 ноября 1960 года. В соответствие с Конституцией президент и Национальное собрание избирались на 7 лет путём прямого голосования на основе всеобщего избирательного права. Национальное собрание имеет право в определённых условиях заменить Президента республики в случае нарушения демократических принципов.
Первое Национальное собрание было избрано в ходе всеобщих выборов 1961 года. Оно включало 49 депутатов. Две основные фракции были Габонский демократический блок (BDG) и Демократический и социалистический союз Габона (UDSG).